# Raffaele Marciello
Raffaele Marciello, född 17 december 1994 i Zürich, är en italiensk-schweizisk racerförare och medlem i Ferraris förarutvecklingsprogram. Marciello vann titeln i European Formula Three Championship 2013 och under 2014 tävlade han i GP2 Series. Inför 2015 blev han test- och reservförare i Formel 1-stallet Sauber, men fortsatte att tävla i GP2 Series.

## Racingkarriär

### Tidig karriär
Marciello debuterade i karting 2005 och tävlade i olika europeiska mästerskap. Fem år senare tävlade han i ett av världens högsta kartingmästerskap, KF2-mästerskapet.
Under 2010 började han tävla i den nystartade italienska formelbilklassen Formel Abarth för JD Motorsport. Han vann två lopp och tog ytterligare två pallplaceringar, vilket räckte till en tredjeplats i mästerskapet. Senare under året blev han medlem i Ferraris förarutvecklingsprogram.

### Formel 3
Marciello klev upp till det italienska F3-mästerskapet 2011 där han anslöt sig till Prema Powerteam. Han segrade på Misano och Adria och tog ytterligare fyra pallplatser. Marciello blev trea i förarmästerskapet och tvåa i rookie-mästerskapet.
Under 2012 fortsatte Marciello sitt samarbete med Prema Powerteam i Formula 3 Euro Series och tävlade även med teamet i det nystartade European Formula Three Championship. I European F3 blev han tvåa i mästerskapet, med nio pallplatser varav sju segrar. I Euro Series slutade han på tredje plats med tio pallplatser och sex segrar. I båda mästerskapen tog han fler segrar än någon annan.
Han stannade kvar i European F3 2013 med Prema Powerteam och lyckades efter en lång kamp med Felix Rosenqvist besegra svensken i mästerskapet. Marciello lyckades ta fler pole positions och segrar än någon annan och fick sammanlagt 489,5 poäng, 32,5 poäng före Rosenqvist.

### GP2 Series

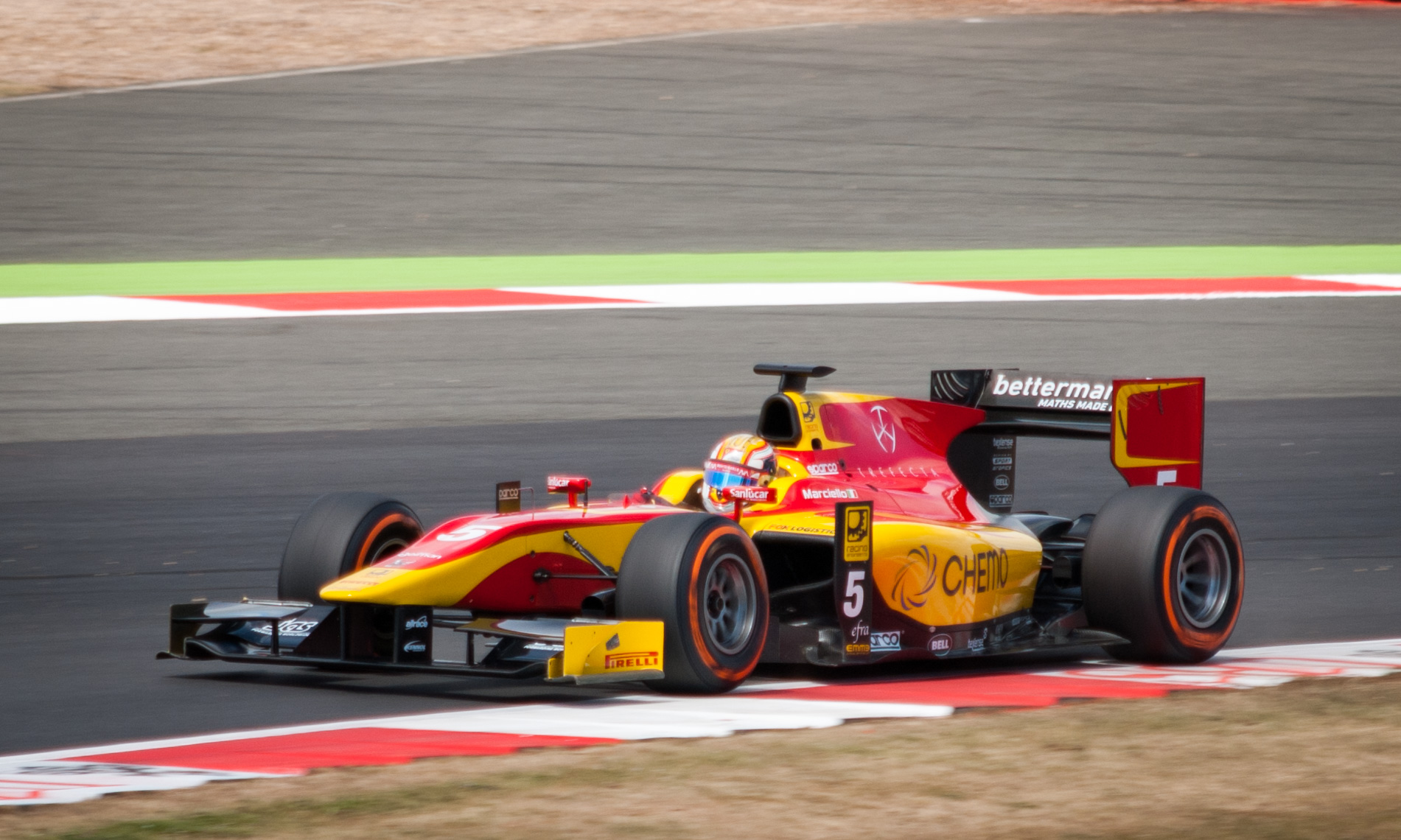
Marciello i GP2 Series på Silverstone Circuit.

Efter sina framgångar i Formel 3 letade Marciello efter en plats i antingen GP2 Series eller Formula Renault 3.5 Series eller att ha testat båda serierna på Circuit de Catalunya i oktober 2013. Den 20 januari 2014 meddelade Ferrari Driver Academy att Marciello kommer att tävla i GP2 Series 2014, och en knapp månad senare bekräftades det att han skulle köra för Racing Engineering. Marciello hade en tung inledning på säsongen men lyckades ta två tredjeplatser på Red Bull Ring och en seger på Circuit de Spa-Francorchamps efter en intensiv kamp med McLaren-juniorföraren Stoffel Vandoorne i slutet av loppet. Under 2015 fortsätter han i GP2, men har bytt team till Trident Racing.

### Formel 1

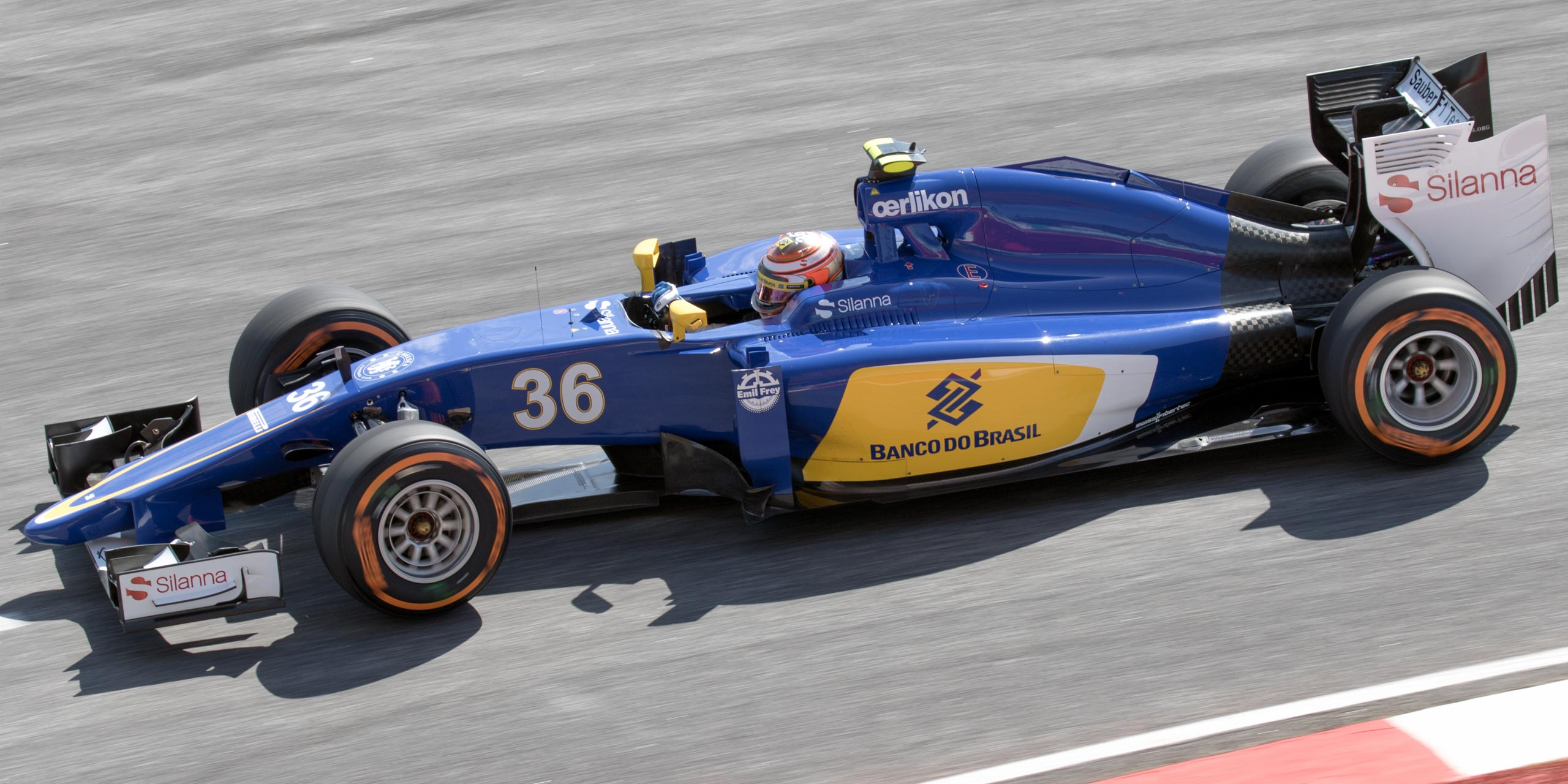
Marciello under sin Formel 1-träningsdebut i.

Den 26 november 2014 gjorde Marciello Formel 1-testdebut i Ferrari under ett test efter Abu Dhabis Grand Prix 2014 på Yas Marina Circuit. Han satte den näst snabbaste tiden för dagen, en halv sekund efter Mercedes Pascal Wehrlein. Den 31 december 2014 meddelades att Marciello skrivit på ett kontrakt som test- och reservförare för Formel 1-stallet Sauber. Han gjorde sin träningsdebut under Malaysias Grand Prix, då han ersatte Felipe Nasr under det första träningspasset.